# Les Effroyables Imposteurs

Les Effroyables Imposteurs est un téléfilm documentaire français de Ted Anspach, produit par Doc en stock, diffusé pour la première fois le 9 février 2010 sur la chaîne de télévision franco-allemande Arte,,,.
Le film est une enquête sur la désinformation via Internet, les théories du complot, et Thierry Meyssan.